# ژولیوس آکون
ژولیوس آکون (انگلیسی: Julius Achon؛ زادهٔ ۱۲ دسامبر ۱۹۷۶) دونده دو نیمه‌استقامت اهل اوگاندا بود.